# (21776) Kryszczyńska
(21776) Kryszczyńska, désignation internationale (21776) Kryszczynska, est un astéroïde de la ceinture principale.

## Description
(21776) Kryszczynska est un astéroïde de la ceinture principale. Il fut découvert le 5 septembre 1999 à la station Anderson Mesa par le programme LONEOS. Il présente une orbite caractérisée par un demi-grand axe de 2,62 UA, une excentricité de 0,13 et une inclinaison de 5,5° par rapport à l'écliptique.

## Compléments